# Pepino
Solanum muricatum · Poire-melon, Morelle de Wallis
Espèce
Classification APG III (2009)
Le Solanum muricatum, pepino, poire-melon, melon-poire, morelle de Wallis ou ginseng fruit en anglais, est une espèce de plantes vivaces de la famille des Solanacées très populaire aux îles Canaries et à Madère ainsi qu'en Australie et Nouvelle-Zélande.
Il est originaire d'Amérique du Sud où sa culture était largement répandue dans les vallées andines, avant la colonisation espagnole, sous le nom quechua de q'achan.

## Description
C'est un petit arbuste pouvant atteindre 2 m de haut, qui ressemble à une vigne de tomates[Quoi ?]. Ses fleurs sont violettes et donnent de nombreux fruits jaune pâle à maturité striés de rayures pourpres. Les fruits, qui peuvent atteindre un poids d'un kg, contiennent des graines de la grosseur d'une tête d'épingle ; ils possèdent une saveur entre la poire et le melon, d'où leur nom. Ils sont riches en vitamine C.

## Origine
La poire-melon était déjà cultivée en Amérique du Sud avant l'arrivée des premiers Européens. Pourtant, à la différence de nombreux autres fruits et légumes de ce continent (tomates, maïs, haricots ou  pommes de terre), les conquérants n'en firent pas grand cas. Il fallut attendre 1875 pour que Samuel Wallis l'introduise en Europe, les premières cultures françaises débutant à Nice en 1877. Le pepino fait partie des morelles d'où son autre nom : morelle de Wallis.

## Culture
Bien qu'étant une plante vivace, le pepino est souvent cultivé comme une plante annuelle. On doit procéder au haubanage des rameaux pour supporter le poids des fruits. Il craint le gel mais se cultive facilement sous serre ou en pot. Il se reproduit aisément par bouturage ou par semis à partir d'un petit buisson.
Il existe plusieurs variétés comme : Camino, Golden, Narajol Splendour, Toma... qui se distinguent par la forme et la couleur des fruits (allongés, ronds, pourpres).

## Dégustation
Le pepino a un goût semblable au concombre et au melon cantaloup. Il a une chair très juteuse, et peut être mangé cru en enlevant la peau, ou en salade, ou pressé en jus. Il peut se conserver pendant quelques semaines.

## Bienfaits
Sa consommation peut améliorer la mémoire, faciliter le sommeil, diminuer la fatigue et renforcer le système immunitaire. Il contribuerait également à réduire les lipides et sucres.